# Oboti
Oboti (également : Obot i Ri) est une localité de l'ancienne municipalité d'Ana e Malit, comté de Shkodër, au nord de l'Albanie.

## Histoire
Lors de la réforme du gouvernement local de 2015, elle est devenue une partie de la municipalité de Shkodër.